# 007大战黑衣人
《007大战黑衣人》（以下简称“007”）是中国大陆自由职业者胡戈继《满城尽是加班族》之后的第六部网络电影。《007》长度为30分钟，主要为自行拍摄，于2007年1月10日首映。

## 剧情介绍
基斯里巴为对抗其所称的“万恶的美帝”排练“团体操”，继而被美国指控核爆并鼓动安理会实施经济封锁。国王派遣特工到邻国购买必需品，编号001到006的特工都在即将完成任务的时候被一名全身着黑衣的神秘人杀死。于是007特工领命，带10万假币前去执行任务，任务就是购买一瓶轩尼诗XO，以防止国王因为没有酒喝而郁闷。007一番努力后，邻国也因为所谓“安理会文件”而不肯卖东西给007。最后从黑社会处购得XO，鉴于使用假币被发现，007击倒所有黑社会成员。在边境处，007遭遇黑衣人，二人一番战斗，黑衣人占了下风。此时，黑衣人用计夺走并摧毁007胸前的国王像章，引起007极度痛苦，从而击败007。随后围观的群众义愤填膺一拥而上，将黑衣人赶出地球。群众在欢呼过程中，不慎打碎了XO，随后一哄而散。在007感到无助时，黑社会领导出面赠送给他一瓶XO。回国后，国王在饮用XO后，当即毙命。
紧接着是一则类似新闻的播报，说有人（黑社会）用甲醇制造假XO，黑社会成员被捕后交代，幕后黑手是“胡戈”。短片以胡戈在旅馆被公安人员围堵追打做结。

## 特色
- 影片片名组合自电影《007》系列和《黑衣人》系列，但胡戈于此前就声称不会再恶搞大片，网友在发现此片与恶搞无关后亦给予了恶评[3]。胡戈亦表明該片與《007》、《黑衣人》無關。[4]

- 片头字幕直接模仿了电影《星球大战》的片头。

- 片头基斯里巴王国排练团体操引起地震波，遭到“美帝”禁运制裁。而本片发布前不久，2006年10月14日，朝鲜进行核爆试验而被联合国安理会采取禁运制裁措施。片中国王亦与朝鲜领导人金正日神形相似。

- 片中充斥着大量中式英语，且作者有意加入极具地方特色的英文发音。片中出现的台词“Sky king cover ground tiger. Precious tower shock river monster.”（“天王盖地虎，宝塔镇河妖”，出自中国电影《智取威虎山》）被奉为经典。

- 片中黑社会领导一句台词“泱泱大国，不以诚信为本”，直接来源于电影《夜宴》。黑社会喽啰台词“费那劲干嘛，直接拿个锤子不就得了”，直接来源于电影《疯狂的石头》。

- 在007于黑衣人战斗过程中，黑衣人摘下面具，竟然是美国总统布什。在这里，作者直接将布什总统的头像剪辑至演员头部。黑衣人战败，被“踢”入太空时，还出现了“神州18号”用激光武器追击美国航天飞机的画面。

- 片中一段插曲《被逼的》（改编自迈克尔·杰克逊的《Beat it》）被认为是全片最大亮点。

- 胡戈本人也首次以真实身份出演短片，充当黑社会制假酒的幕后指挥。片中是他赤裸上身，在一家宾馆房间床上数钱，后被冲进来的警察殴打。